# Pylaisia kunisawae
Pylaisia kunisawae là một loài Rêu trong họ Hypnaceae. Loài này được (Ando) Ochyra mô tả khoa học đầu tiên năm 2003.